# Нова Українка

Обставини загибелі Приходька М. Т. Тут: 1 — Місце, де стояв бронзовий бюст, присвячений останньому бою Приходька М.Т (викрадений в 1990х) 2 — Місце, де до 1990х рр був пам'ятний знак "Місце зустрічі зв'язкових загону Переможці чи Зелений маячок; знищений місцевими мешканцями с. Козлин 3 — Грабник, конспіративна квартира Івана Приходька 4 — зараз вул. Драгоманова, на ній була рейхсканцелярія Еріха Коха, зараз Рівненський краєзнавчий музей, і діяв Микола Кузнєцов

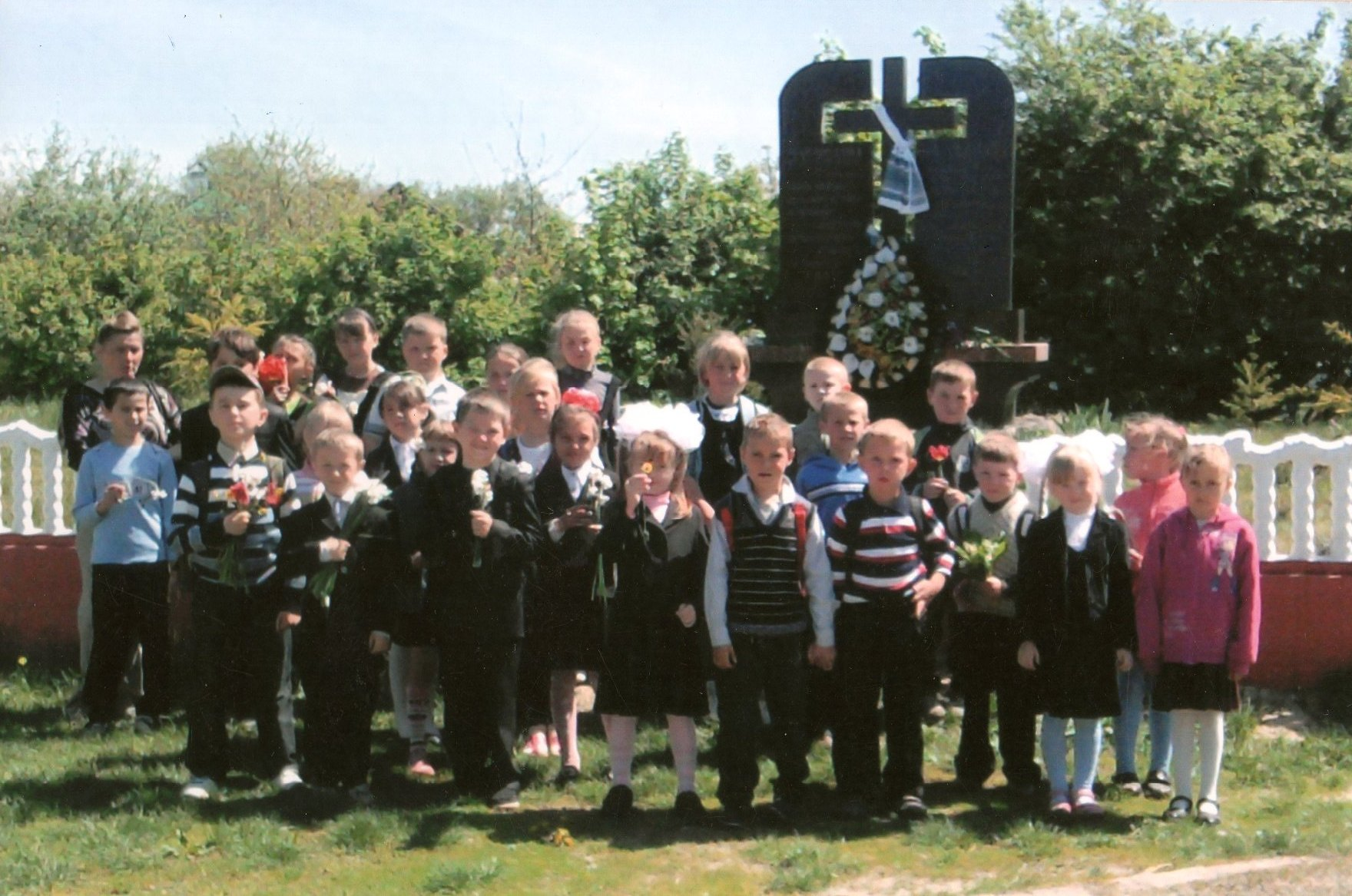

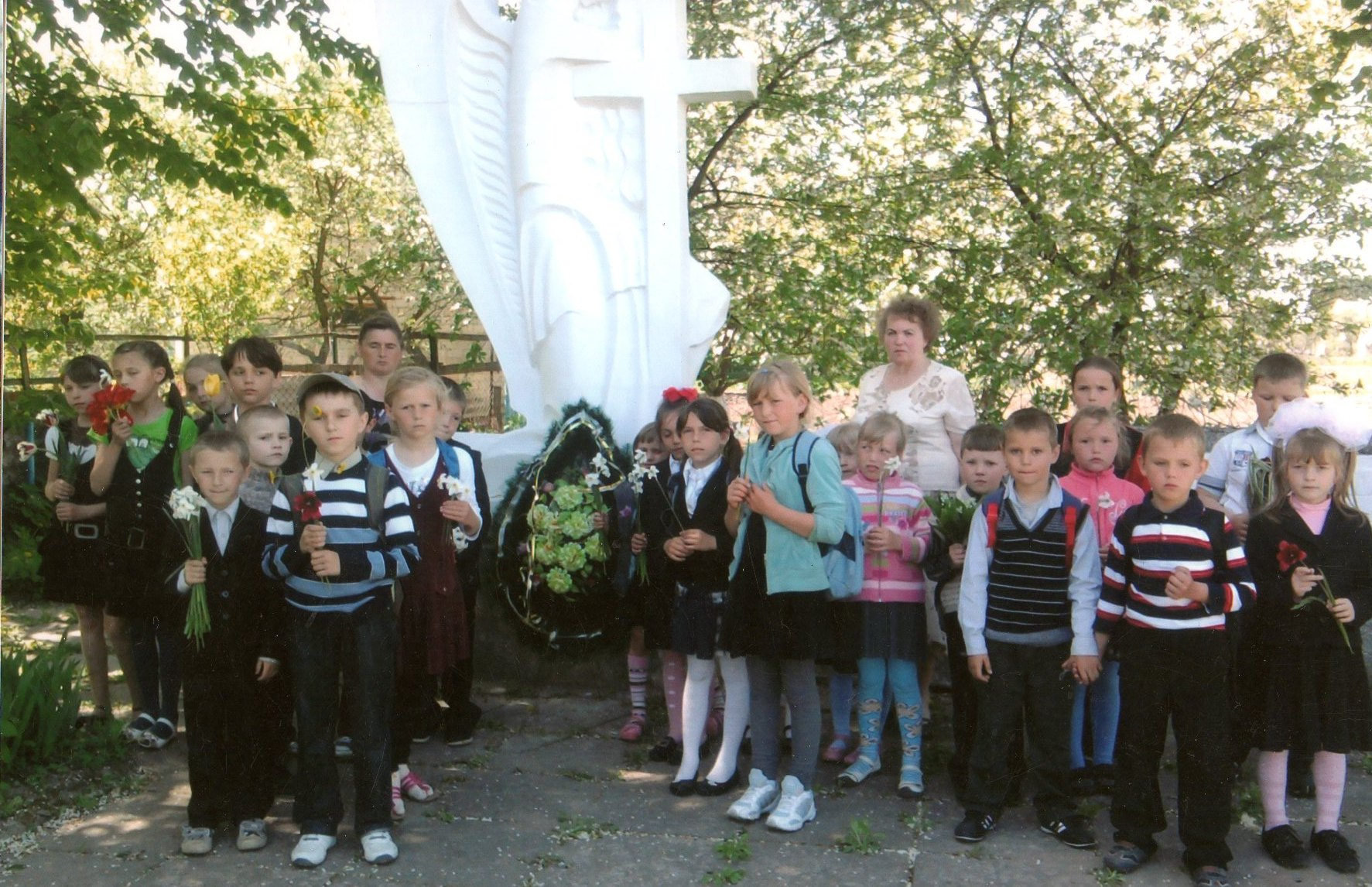

Нова́ Украї́нка — село в Україні, у Рівненському районі Рівненської області.

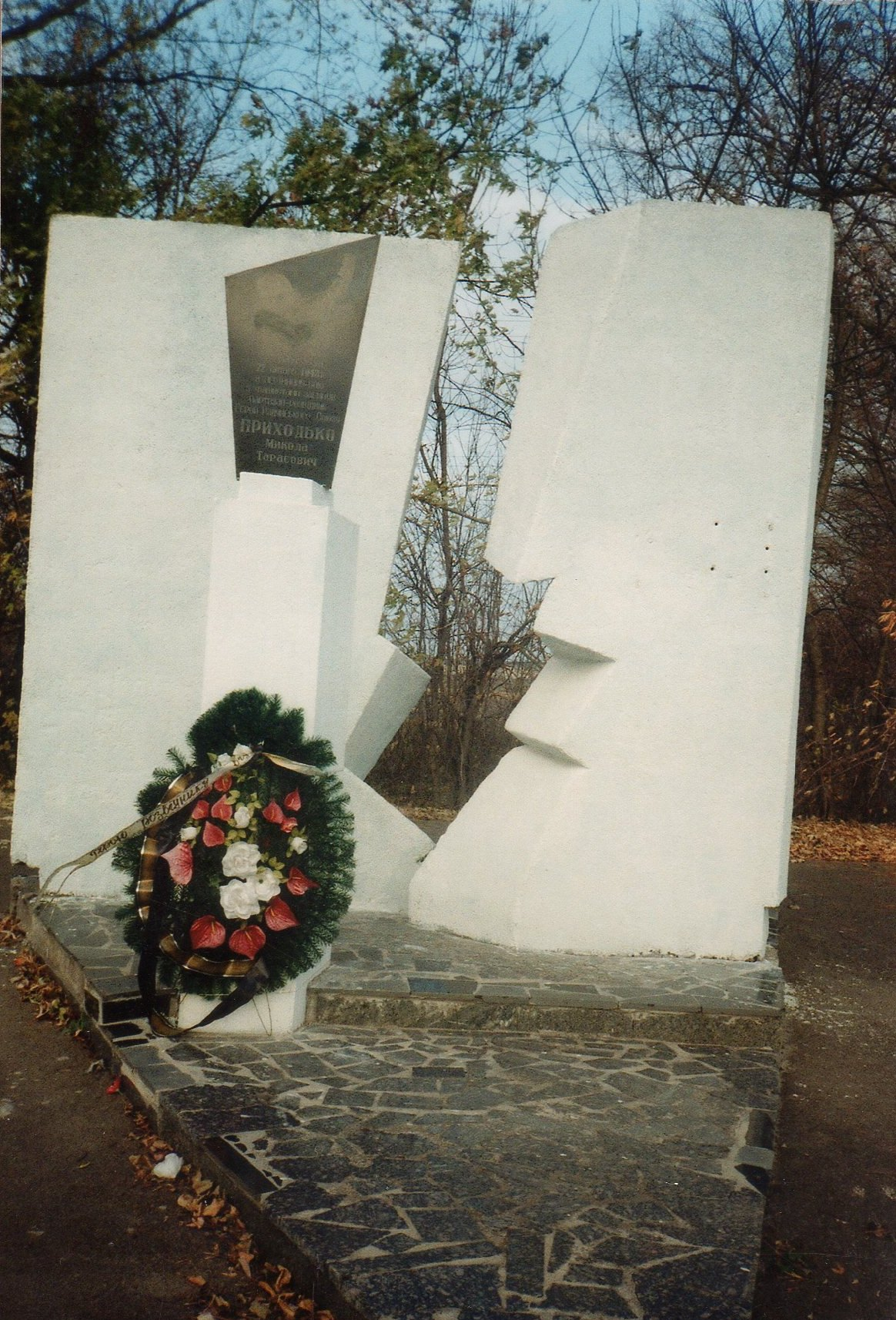

Село Нова Українка розташоване за 16 км від обласного центру міста Рівне. Зараз воно має 270 дворів та 981 жителів. Через село проходить автошлях на місто Рівне. Околиця села переважно рівнинно-низовинна з невеликими пологими висотами, мокристими видолинками. Колишній сільській раді були підпорядковані населені пункти: Нова Українка, Козлин, Ремель, Радиславка. 

## Історія

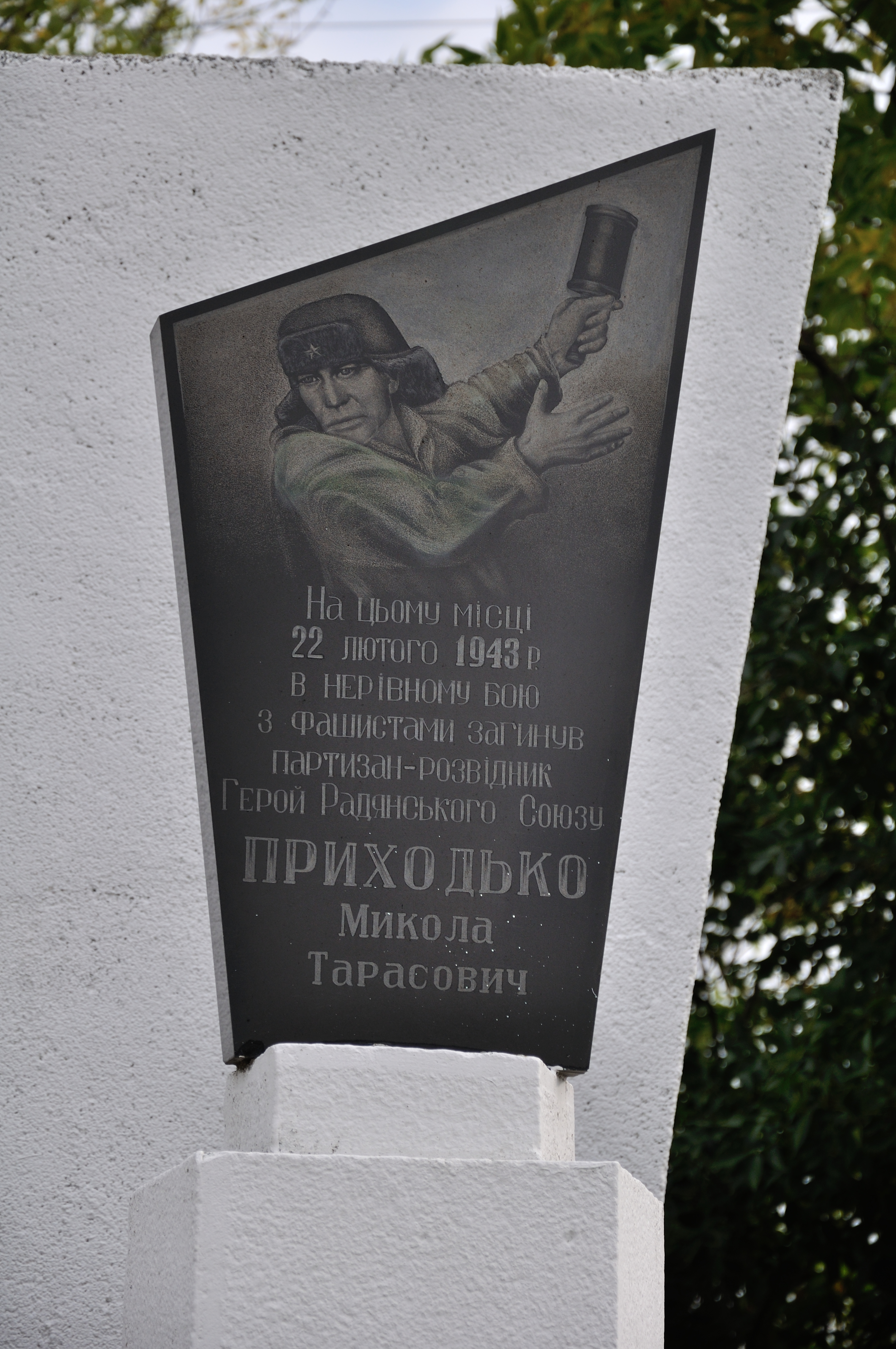
Місце бою М. Т. Приходько з фашистами, с. Нова Українка, 3.jpg

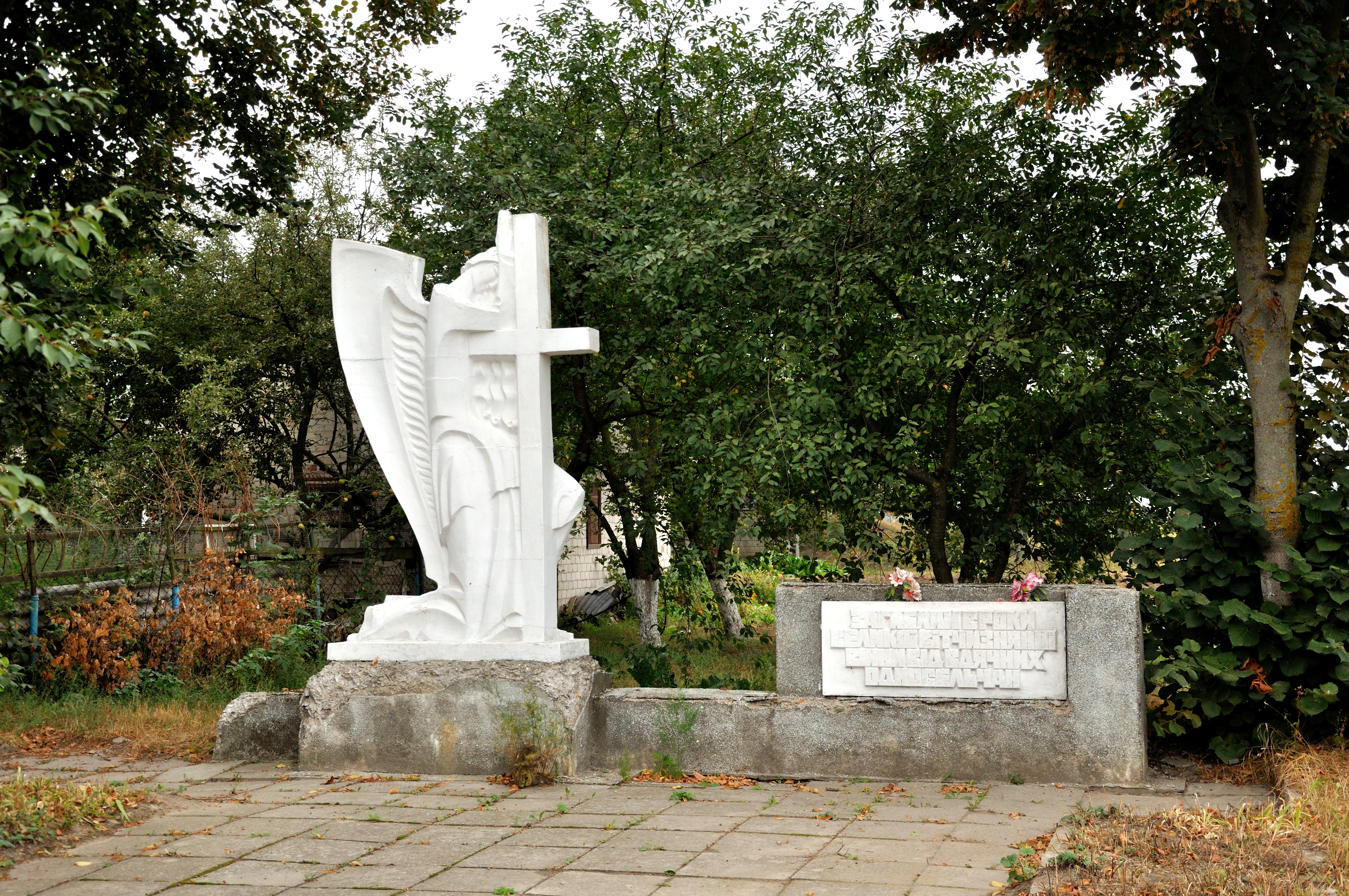
Пам'ятник воїнам- землякам і жертвам УБН, с. Нова Українка,.jpg

У дореволюційні часи територія, на якій розташоване село із землями навколо неї, була військовим полігоном. А незабаром після того, як було укладено Ризький мирний договір і до Польщі відійшли Західноукраїнські землі, ці місця було заселено польськими поселенцями-осадниками. Так виникла Осада Креховецька.
Під час Другої світової війни німці організували у цьому селі концтабір Осада Креховецька, який охоронявся німцями та поляками. 24 березня 1943 року об'єднаною групою УПА у складі сотень „Недолі“, „Жука“, „Очмани“ та „Клена“ було знищено охорону концтабору разом з комендантом й звільнено 176 політв'язнів.
У 1949 р. Заснувався колгосп ім. Чапаєва. Тоді у колгоспі вирощували жито, пшеницю, льон, а з твариництва- коні, корови, свині, овечки, кури, качки.. За трудові успіхи 84 чоловіки було відзначено урядовими нагородами в тому числі Ленінською ювілейною медаллю. Пізніше колгосп назвали: „Більшовик“, ім. Дзержинського, КСП „Дружба“, ПСГГ'Дружба». Головами колгоспу працювали: Михальчук О., Яремчук 0.,Борсуков І., Коток М.
На початку 50-х років сюди переселили людей з хуторів, з деяких сіл, що споконвіку жили на правому березі Горині. Нове поселення прийняло стару назву — Осада Креховецька
До 1960 року мало дві назви: Наталія і Осада Креховецька.
Свою нову назву Нова Українка село отримало в 1960 р. Сільська рада розпочала свою роботу у 1959 році. Новий будинок сільської ради відкрився у 1973 році. Головами сільської ради були: Яремчук 3., Дравецький І. С., Голдаєвич В. Є., Лесик К. П., Давидюк 3. П. У 1998 р. сільським головою був обраний Антончук М.ГГ, який працює по даний час.
Колгосп називали: «Більшовик» — по 1972., голова- Ільчук Ф. А.; Колгосп ім. Дзержинського,— голова-Стельмах П.О (1973—1985), Майгун М.П (1985—1987), Шахрайчук Ф.Д (1987—1989); КСП «Дружба», голова- Сулковський П.Г (1989—1994), Пишняк М.П (1994—1997), Амбажейчук М.М(1997—1998); ПСП «Дружба»-Лустюк В.Г (1998—2011).

## Німецько-радянська війна
Є біля села урочище ЯМА. 70-років тому 21 листопада 1943 року (на свято Михайла) німці привезли на машинах полонених, які знаходились в ГЕТТО (воно було розташоване на території сільської ради). Нацисти повели людей до ЯМИ та наказали зняти одяг. Відразу ж запрацювали кулемети та автомати, когось застрелили, а хтось був поранений. Всі вони скочувались до ЯМИ, у якій ще ворушились люди, але їх облили смолою і підпалили… За селом безіменна могила, яка повинна нагадувати кожному, що за наше безхмарне сьогодення віддали своє життя безневинні люди. Очевидиця цих подій Марія Волянська написала вірш:
«Нова Українка — гарне село стало, 
Колись тут німецьке ГЕТТО стояло. 
Росте наше село, росте, розцвітає,
Хто тут жив колись, тепер не впізнає. 
Хотіли фашисти тут панувати, 
Стали села палити, людей убивати. 
Не вдалося їм тут довго поживати 
І кров невинних людей проливати…»

### Ветерани Другої Світової війни
На фронтах війни було 26 чоловік, з них 8 загинуло. Поблизу села в нерівному бою загинув Герой Радянського Союзу Микола Приходько. На місці загибелі споруджено пам'ятник. За бойову доблесть урядовими нагородами відзначено 18 воїнів.
Ветеран В. В. війни Пригодюк Петро Олексійович народився 08.01.1916 р-помер 01.12.1995 р. Мобілізований на фронт 02.03.1944р; демобілізований 20.05.1946 р. Отримав медаль «За отвагу» — 3588590 посвідчення № 090240 виданого 14.03.1955 р.
Медаль «За победу над Германией» посвідчення № 0238268 видано червень 1945 року.
Воїни інтернаціоналісти (афганці) села: Лащук Віктор Володимирович-1967 р.н. Юськов Павло Петрович-1964 р.н.

## Населення

### Мова
Розподіл населення за рідною мовою за даними перепису 2001 року:
| Мова       | Кількість | Відсоток |
| ---------- | --------- | -------- |
| українська | 786       | 99.74%   |
| російська  | 1         | 0.13%    |
| білоруська | 1         | 0.13%    |
| Усього     | 225       | 100%     |

## Бібліотека с. Нова Українка
Бібліотека с. Нова Українка вікрилась у 1950 р. Завідувачами бібліотеки працювали: Якобчук М. Т., Гришковець В. Т., Сістук В. І., Давидюк З.ГІ., Мельничук В. В., Трофимчук Г. І., яка працює поданий час. Публічно-шкільна бібліотека с. Нова Українка з травня 1978 р. знаходиться в приміщені будинку культури. В 2012 р. Зроблено сучасний ремонт приміщення. Книгозбірня нараховує 6500 примірників книг, має 500 користувачів. За кошти спонсорів придбано книги по краєзнавству, про історичне минуле нашого краю, сучасні журнали. Оформлено тематичні теки на різну тематику, альбоми: «Історія с. Нова Українка», та «Історія с. Ремель», які допомагають учням та вчителям у навчально-виховному процесі. З учнями школи, молоддю та жителями села культпрацівники проводять ряд масових заходів і свят, приурочених знаменним і пам'ятним датам народу України.

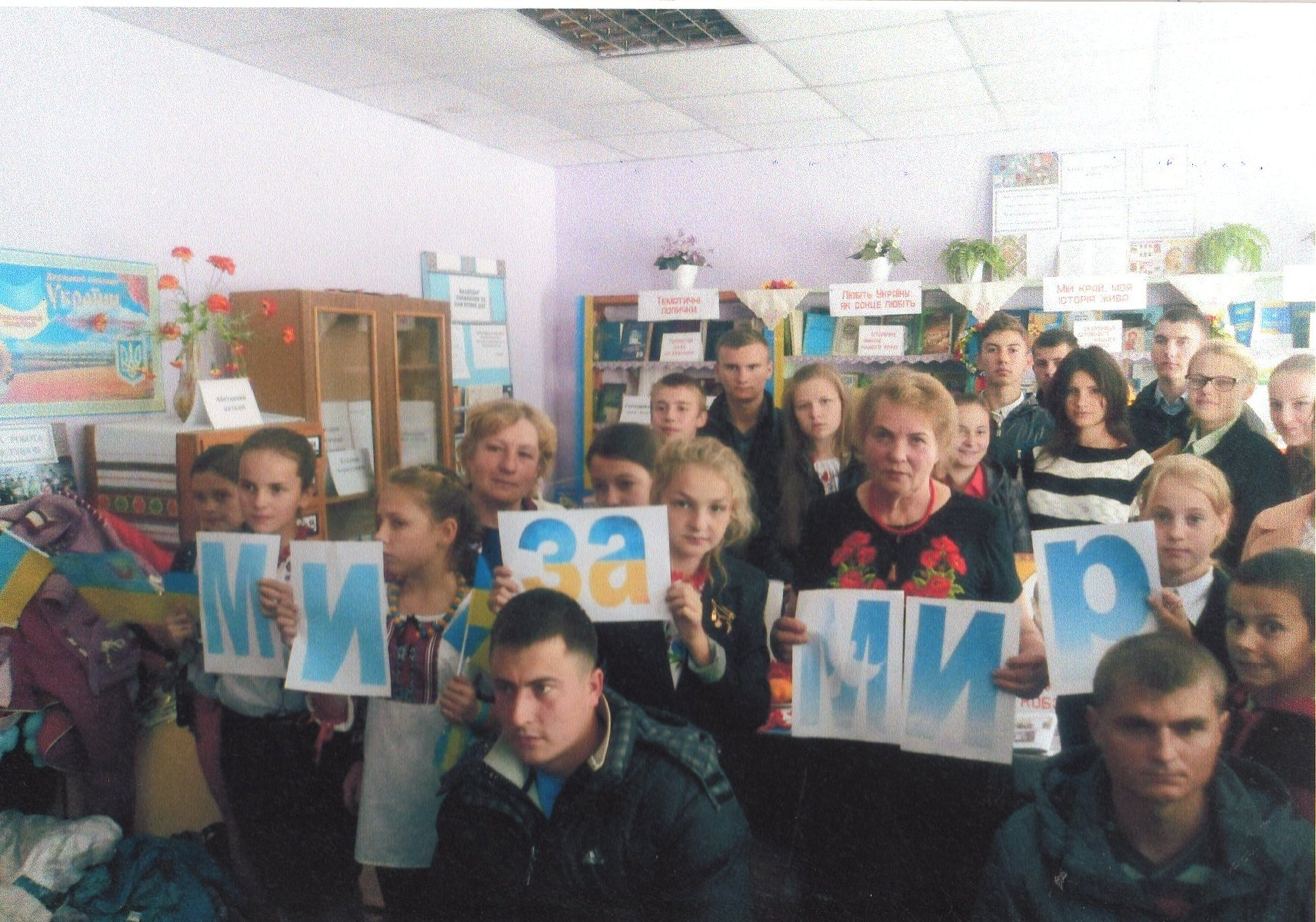
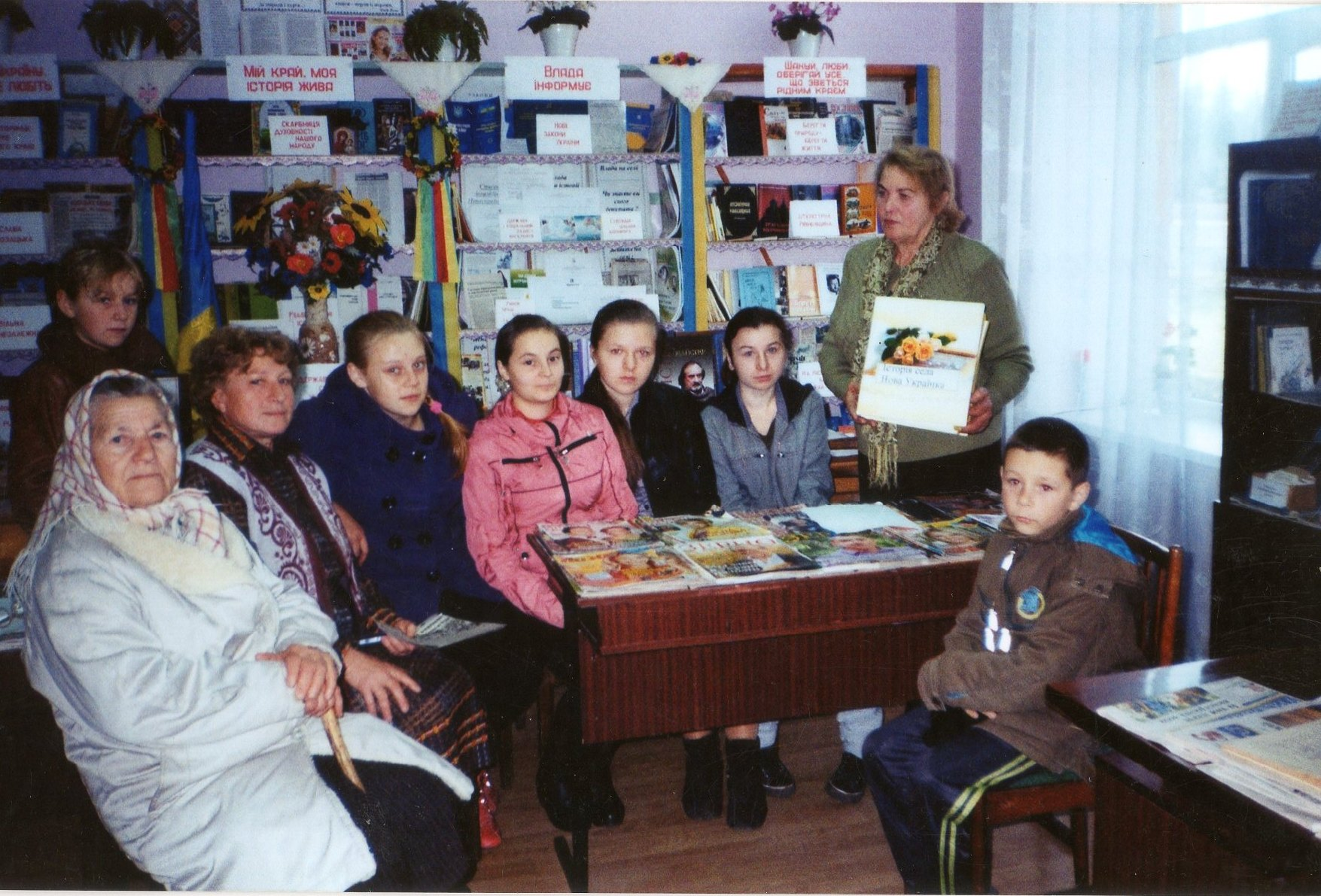
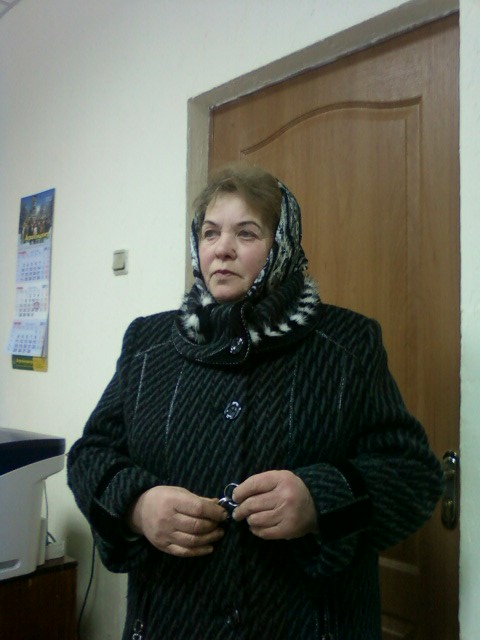
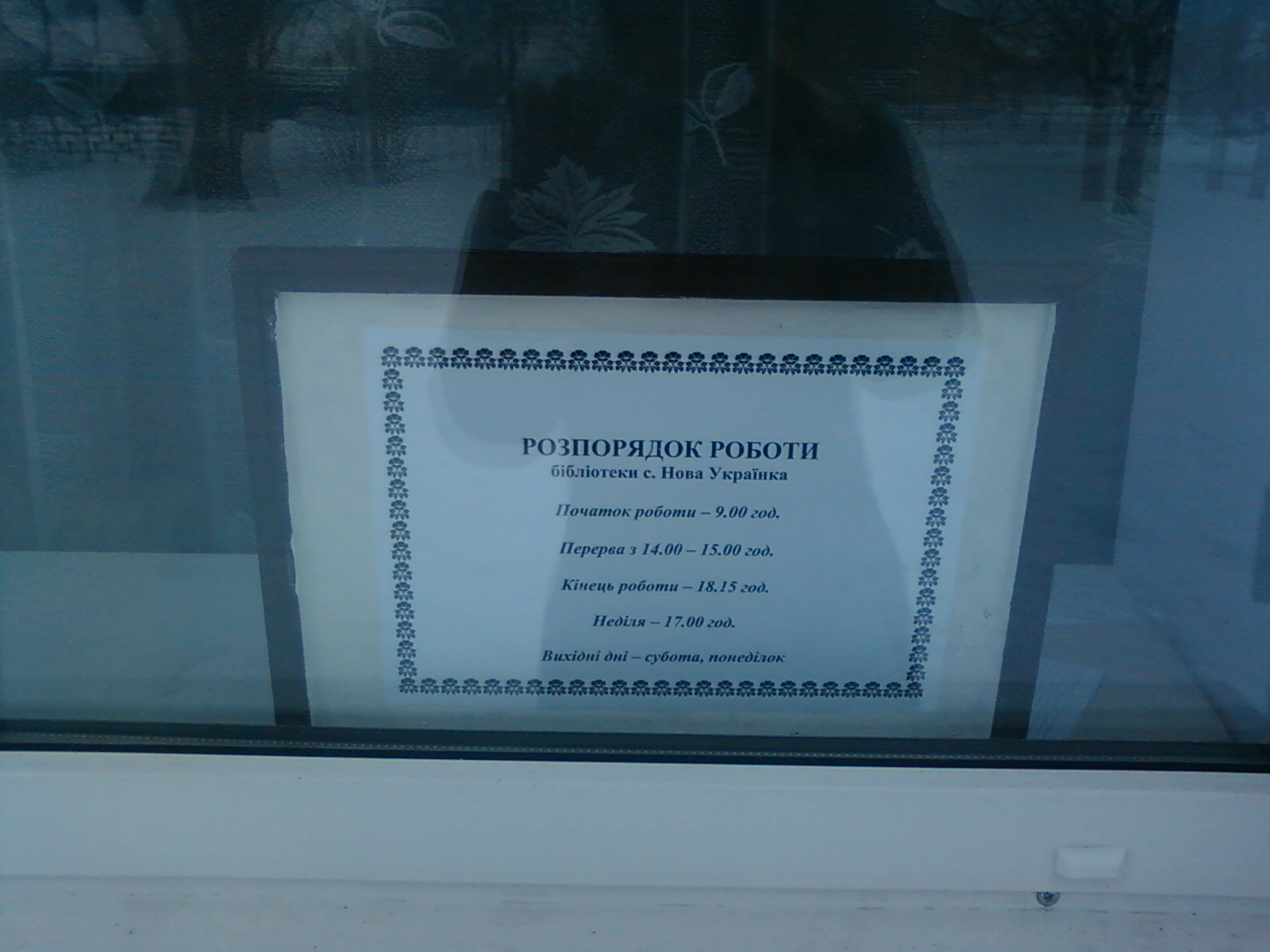
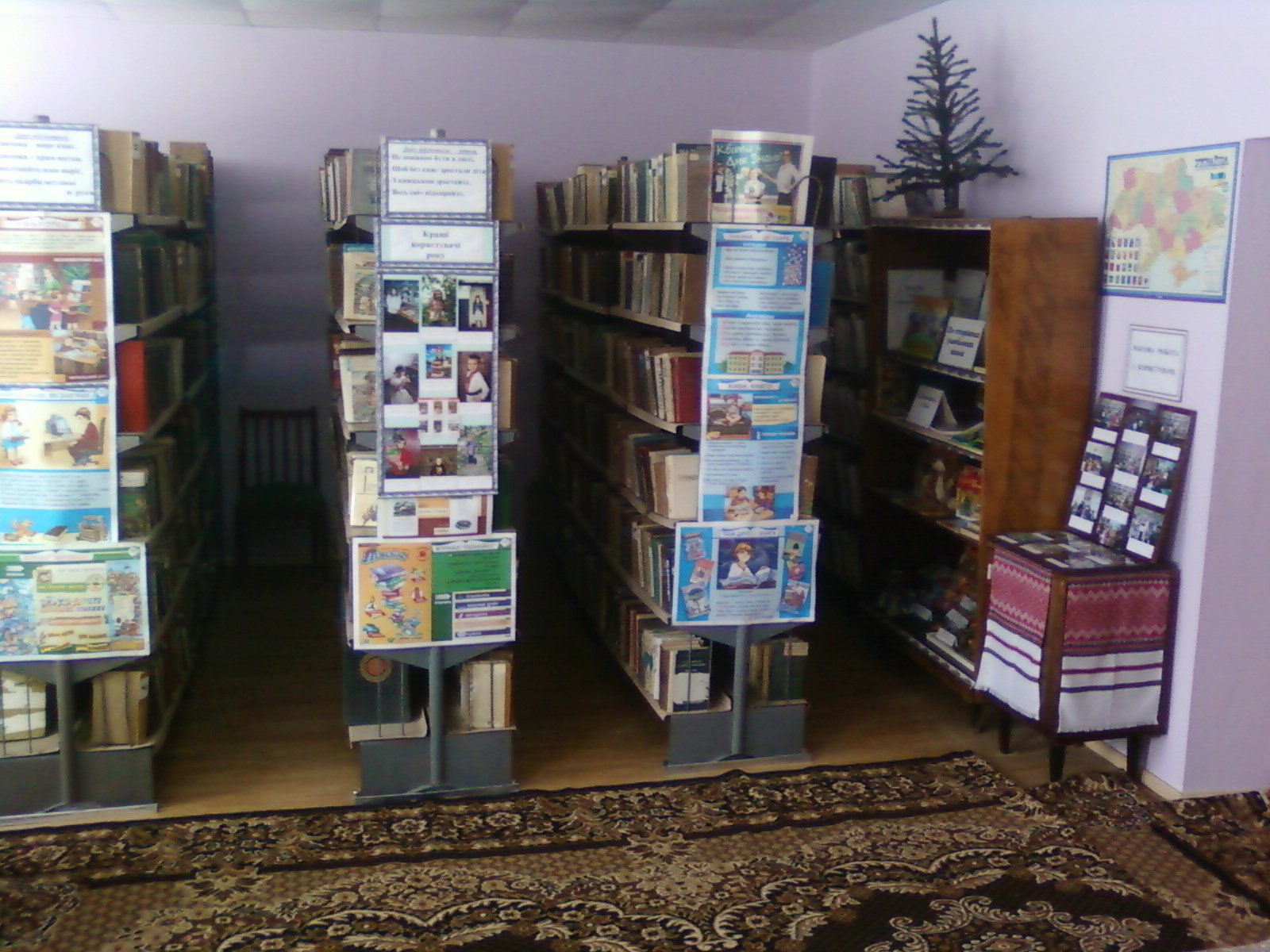

## Символіка
Автори проєктів — А. Гречило та Ю. Терлецький.

### Герб
У золотому полі зелений вінок із десятьма квітами з червоними пелюстками та золотими осередями, у перетятій га червоне і чорне поля главі -	срібний лапчастий хрест.

### Прапор
Квадратне полотнище, яке складається з трьох горизонтальних смуг - червоної, чорної та жовтої та синьої (співвідношення їхніх ширин рівне 1:1:6), посередині червоної і чорної - білий лапчастий хрест, на жовтому полі - зелений вінок із десятьма квітами з червоними пелюстками та жовтими осердями.

### Тлумачення символіки
Вінок із квітами розкриває сучасну назву - Нова Українка. Червоно-чорні смуги та хрест розповідають про важливу подію історії поселення - визволення 1943 року підрозділами УПА в’язнів фашистського концтабора в Посаді Креховецькій. Хрест також підкреслює знаходження села на Волині.

## Устрій села

### Школа
Новоукраїнська школа (1-2 кл.) відкрилась у 1949 р. вчителя ми працювали: Главінська Галина та Главінська Ніла. У 1960 р. Відкрила свої двері початкова школа (1-4 кл.), вчителями працювали: Івахненко Галина Петрівна та Савчук Галина Дем'янівна. У 1972 р. Початкову школу було закрито, бо у вересні 1972 р. відкрилася Котівська ЗОШ, у ній і навчались діти с Нова Українка. В 1973 р. Перейменовано Котівську СШ І-ІІст. На школу І-ІІІст. , де навчались учні в 1- 11 класах села Нова Українка. В 1984 році в селі відкрився дитячий садочок.

### Дитячий садочок
У1993 році відкрилась школа-сад, де стали навчатись учні 1-2 класу. В 1995 р. перейменовано НВК-ДНЗ ЗОШ І ст. Завідувачами і директорами садочка і школи працювали: Шахрайчук Н.Л, Давидюк З.П, Кривко Г. Пилипенко М.О, Федчук Л.С, Марчук О.О- яка працює по даний час.

### Лікарня
Новоукраїнська лікарня відкрилась у 1956 р. А восени 1959 р. згоріла. З 1961 р. Запрацювала нова дільнична лікарня на 50 ліжок та аптека. У січні 1991 р. Було перейменовано лікарню на Новоукраїнську лікарську амбулаторію. Протягом цих років головними лікарями працювали: ДзівакЛ. Г.,Світнозельська Я. К., Кобрин І. С., КобасаП. С., Охрим М. В., Грицак Б. Я., який працює поданий час. У лютому 1999 р. Було перейменовано лікарню, на Новоукраїнську лікарську амбулаторію. В 2006 р. Було перейменовано на Новоукраїнську амбулаторію загальної практики сімейної медицини.

### Магазин
Магазин в селі Нова Українка відкрився у 1959 р., у якому працювали: Яремчук З. Л., Гаркавий І., Овчарук Н. Л.,СорокаЯ., Українець М. 3. Новий магазин було відкрито у вересні 1981 р. Сьогодні продавцями працюють: Сидорчук С. В., Денещук О. М.,новий другий магазин у селі відкився у 2008 р. Зараз продавцями працюють: Кальчук Л., Похилюк Г.,Смердова Т..

### Поштове відділення
Поштове відділення в селі відкрилося у 1973 р. Завідувачами працювали Ткачук Г., Гринєвич Л. В., Ганжа Л. С., Прокопчук Г. О., яка працює поданий час. Поштове відділення обслуговує села: Нова Українка, Козлин, Ремель, Котів. Доставляє пресу для населення, пенсію, необхідні товари першого вжитку для пенсіонерів, поповнює рахунки на мобільні телефони і цінну кореспонденцію, посилки.

### Будинок культури

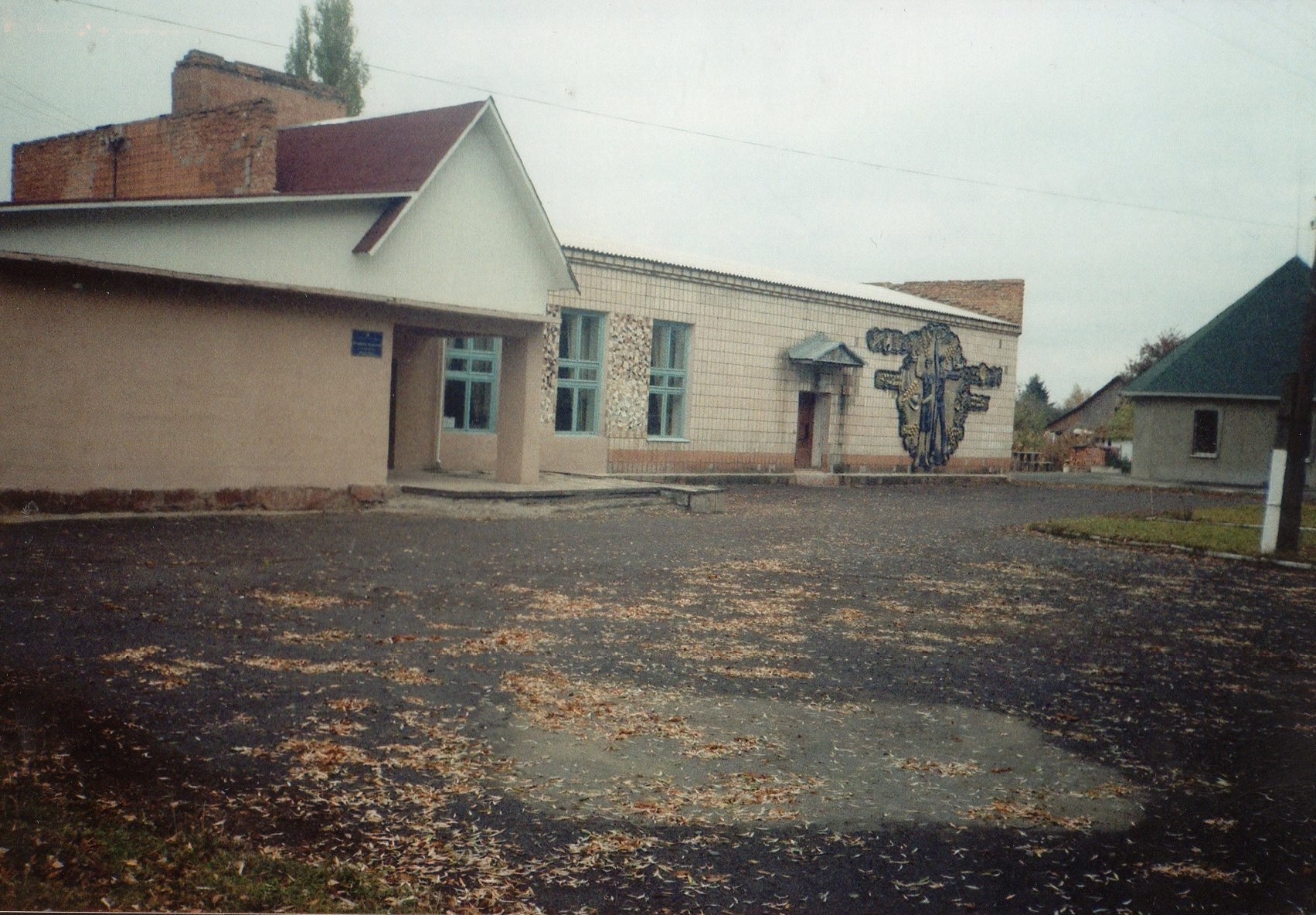

Клуб с. Нова Українка відкрився у 1950 р. Завідувачами клубів працювали: Замула Г. Ф., Лащук М. Г., Стєпанова Н., Кашка П., Коваль Д.Новий будинок культури відкрився у травні 1978 р. Завідувачем будинку культури працював Воробєй А. І. На даний час завідувач Янчарук Л. Ф., а художній керівник Тилько С. Д.

### Священні місця села.
- В центрі села заходиться велика і красива Православна церква ікони Казанської Божої Матері, яка була відкрита 28.08.1992 року. Настоятель протоієрей отець Петро. Престольні празники церкви: 4 листопада — Казанської Божої Матері і 12 лютого — Трьох Святих.
- Пам'ятник: «Жертвам фашизму» побудовано в 1962 р. на місці спалених полонених, які знаходилися в «ГЕТТО».
- Пам'ятник: «Загиблим за Україну» знаходиться в центрі села. Побудований 2003 р.

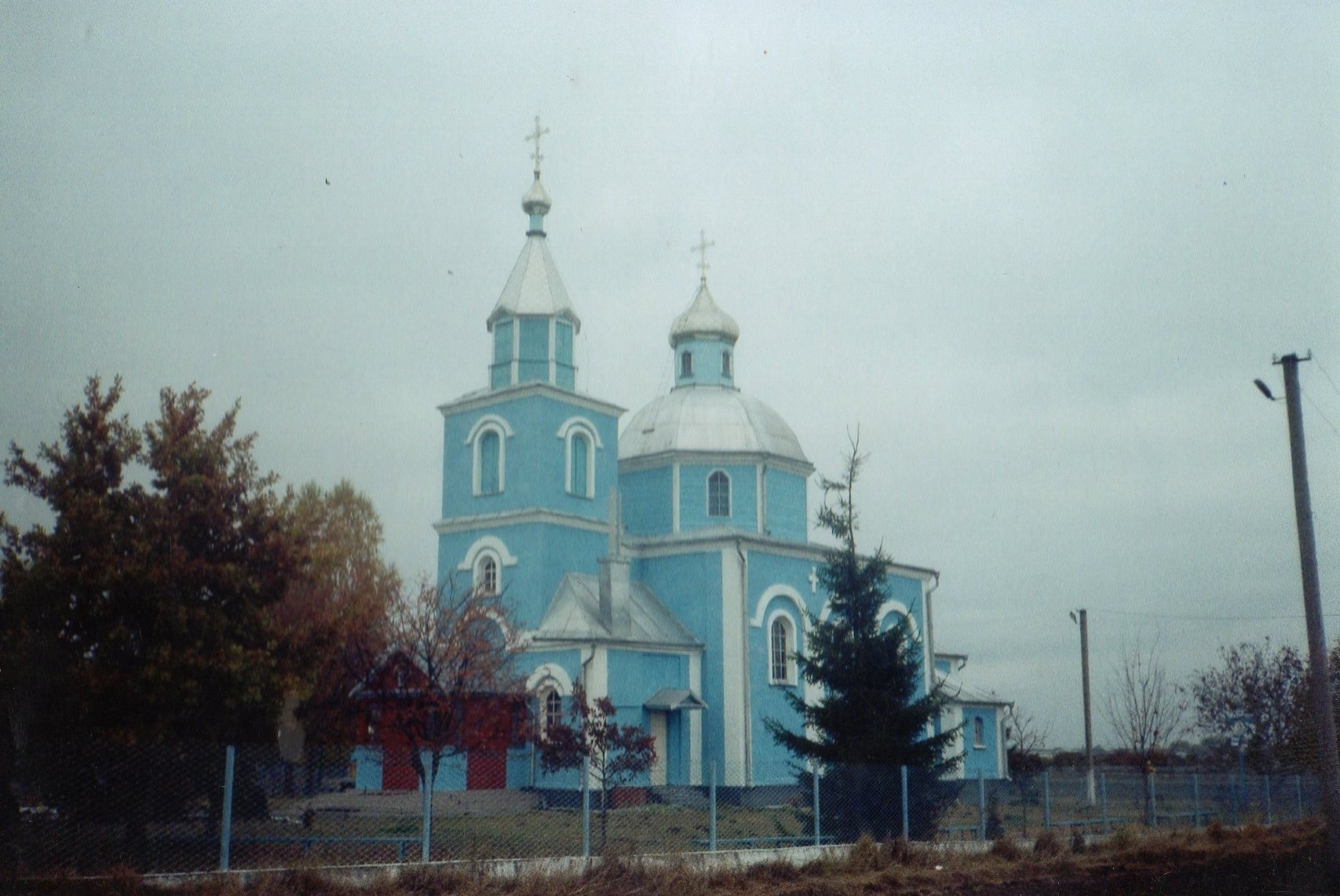